# Novoukrajinka
Novoukrajinka (ukrajinsky Новоукраїнка; rusky Новоукраинка – Novoukrainka) je město v Kirovohradské oblasti na Ukrajině. Leží u ústí potoka Hruzky do řeky Čornyj Tašlyk (přítoku Syňuchy) 69 kilometrů jihozápadně od Kropyvnyckého, oblastního správního střediska. Je centrem Novoukrajinského rajónu. V Novoukrajince žije přibližně 16 tisíc obyvatel, v roce 2013 to bylo přes osmnáct tisíc obyvatel.